# Jewgienij Owczinnikow
Jewgienij Witaljewicz Owczinnikow (ros. Евгений Витальевич Овчинников; ur. 24 stycznia 1971 w Krasnojarsku) – rosyjski wspinacz sportowy. Specjalizował się w prowadzeniu oraz we wspinaczce klasycznej. Brązowy medalista mistrzostw Europy we wspinaczce sportowej w prowadzeniu z 2000.

## Kariera sportowa
Na mistrzostwach Europy we wspinaczce sportowej w konkurencji prowadzenie zdobył brązowy medal w 2000 w Monachium przegrywając w finale z Francuzem Alexandre Chabotem oraz z Włochem Cristianem Brenną.
Wielokrotny uczestnik, medalistka prestiżowych, elitarnych zawodów wspinaczkowych Rock Master we włoskim Arco, gdzie zdobył złote medale w roku 1999 oraz w 2000.

## Osiągnięcia

### Mistrzostwa świata
| Konkurencje | 1991 | 1993 | 1995 | 1997 | 1999  | 2001 | 2003 | 2005 | 2009 | 2011 |
| Prowadzenie | 5    | 9-10 | 8    | 13   | 11-12 | 9    | 8    | 12   | 11   | 7    |

### Mistrzostwa Europy
| Konkurencje  | 1992 | 1996  | 1998  | 2000 | 2002 | 2004  | 2006  | 2008 |
| Wsp. na czas | 19   | 45-48 | 17-19 | 3    | 6    | 12-14 | 15-17 | 6    |

### Rock Master
| Konkurencje | 1997 | 1998 | 1999 | 2000 | 2001 | 2002 | 2003 | 2004 | 2005 | 2011 |
| Prowadzenie | 5    | 17   | 1    | 1    | 12   | 3    | 7    | 10   | 2    | —    |
| Duel        | —    | —    | —    | —    | —    | —    | —    | —    | —    | 12   |

## Życie prywatne
Były mąż Jeleny (ur. 1965), która uprawiała również wspinaczkę sportową (reprezentowała Rosję i USA), specjalizowała się w konkurencji na czas (była mistrzynią Europy w 1992) z którą ma córkę Sashę (mieszka z matką w Stanach Zjednoczonych).
Ponownie żonaty z Olgą Bibik również byłą wspinaczką sportową, mistrzynią świata z 1993 oraz Europy z 2004 z którą ma syna Siemiona.